# Soesiladeepakius aschnae
Espèce
Soesiladeepakius aschnae est une espèce d'araignées aranéomorphes de la famille des Salticidae.

## Distribution
Cette espèce est endémique du Suriname.

## Publication originale
- Makhan, 2007 : Soesiladeepakius aschnae gen. et sp. nov. and Soesilarishius amrishi gen. et sp. nov. from Suriname (Araneae: Salticidae). Calodema Supplementary Paper, no 60, p. 1-8 (texte intégral).